# (1820) Lohmann
(1820) Lohmann es un asteroide perteneciente al cinturón de asteroides descubierto por Karl Wilhelm Reinmuth desde el observatorio de Heidelberg-Königstuhl, Alemania, el 2 de agosto de 1949.

## Designación y nombre
Lohmann recibió al principio la designación de 1949 PO.
Más adelante se nombró en honor del astrónomo alemán Werner Lohmann (1911-1983).

## Características orbitales
Lohmann orbita a una distancia media del Sol de 2,198 ua, pudiendo alejarse hasta 2,662 ua y acercarse hasta 1,734 ua. Su excentricidad es 0,2109 y la inclinación orbital 5,001°. Emplea 1190 días en completar una órbita alrededor del Sol.